# Nelly Olin
Pour les articles homonymes, voir Olin.
Nelly Olin, née Zammit le 23 mars 1941 dans le 18e arrondissement de Paris et morte le 26 octobre 2017 aux Mureaux, est une femme politique française.

## Biographie
Fille d'une femme de ménage et d'un chef d'atelier, diplômée de l'École nationale de commerce, assistante de direction,, elle est élue, en juin 1995, maire de Garges-lès-Gonesse, et trois mois plus tard, en septembre, sénatrice (UMP) du Val-d'Oise.
Membre de la Délégation du Sénat aux droits des femmes et à l’égalité des chances entre les hommes et les femmes, elle a cumulé les mandats locaux, conseillère régionale d’Île-de-France et vice-présidente du conseil général du Val-d'Oise.
Entre 1999 et 2004, elle est présidente du groupe d'étude parlementaire sur la lutte contre la drogue et la toxicomanie.
En 2003, elle est membre de la commission Stasi sur la laïcité.
Ministre déléguée à la Lutte contre la précarité et l’exclusion, puis ministre déléguée à l’Intégration, à l’Égalité des chances et à la Lutte contre l’exclusion, gouvernement Jean-Pierre Raffarin (3), elle devient le 2 juin 2005 ministre de l'Écologie et du Développement durable dans le gouvernement Dominique de Villepin, poste qu'elle doit peut-être à son action dans le passé quand elle était membre du Conseil national du bruit.
À la suite de sa nomination au gouvernement, elle est élue première adjointe, chargée des finances, au maire de Garges-lès-Gonesse, Maurice Lefèvre.
Le 30 décembre 2004, elle crée la Haute Autorité de lutte contre les discriminations et pour l'égalité.
En 2005, elle lance la campagne nationale « Réduisons vite nos déchets, ça déborde ! », de sensibilisation à la réduction des déchets.
Le 13 juillet 2007, Nelly Olin démissionne de son poste de premier adjointe au maire de la commune de Garges-lès-Gonesse. Le 5 octobre, elle décide de quitter la vie politique et l'annonce à ses fidèles de l'UMP de Garges.
De 2007 à 2015, elle est impliquée dans l'affaire Christophe Bridou, un ancien policier municipal qui l'accusait de dénonciation calomnieuse de pédophilie ayant entrainé sa radiation en 2002.
Lors de l'éphémère candidature de Dominique de Villepin en vue de l'élection présidentielle de 2012, elle est sa conseillère politique.
Nelly Olin a été faite chevalier de la Légion d'honneur en 2008.
Elle habitait à Meulan-en-Yvelines où le maire Cécile Zammit-Popescu est sa nièce.
Elle meurt le 26 octobre 2017 des suites d’une longue maladie à son domicile et est inhumée au cimetière de Garges-les-Gonesse.

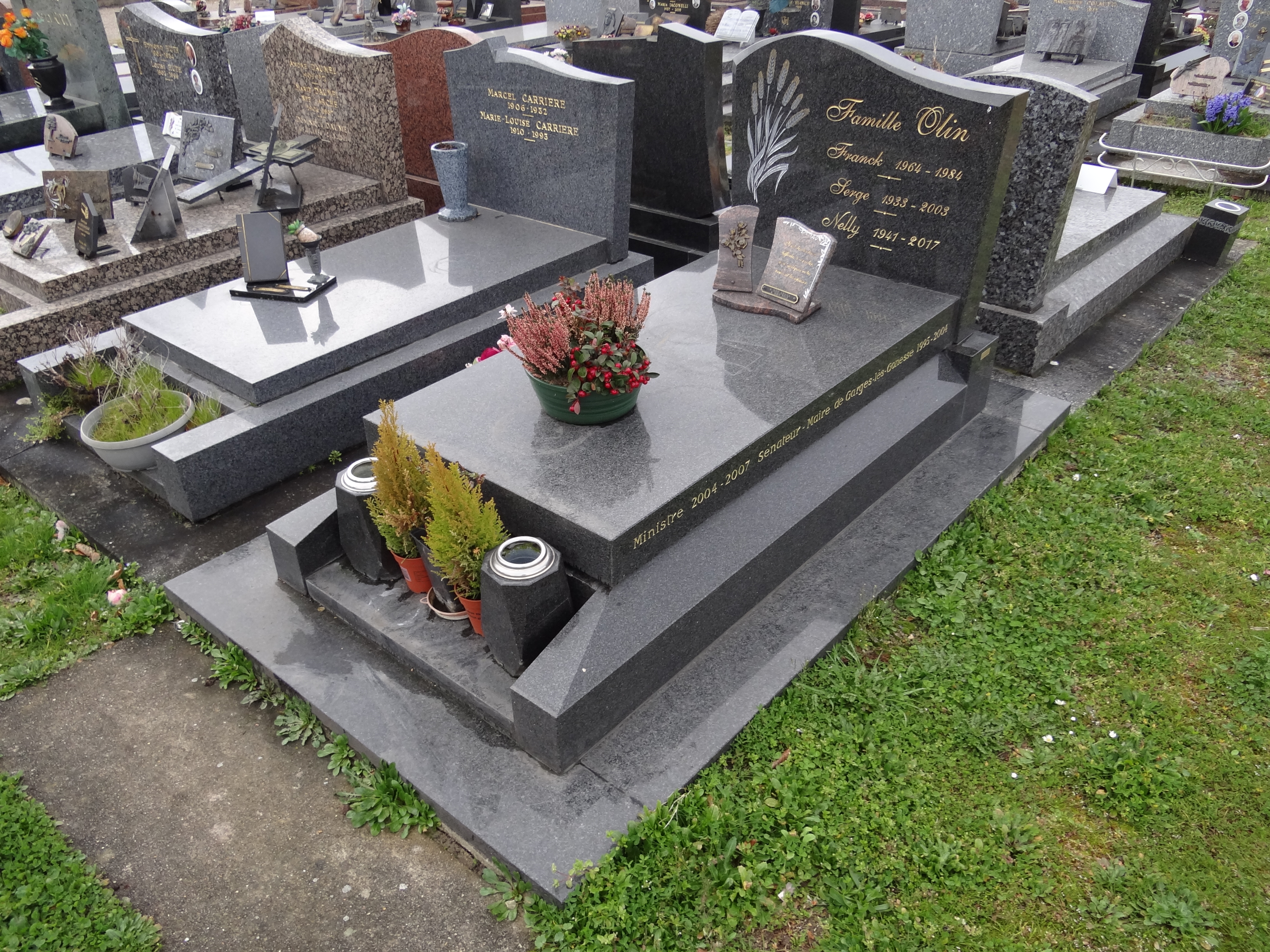
La tombe de Nelly Olin au cimetière de Garges-lès-Gonesse (Val-d'Oise).

## Décoration
- 2008 :  Chevalier de la Légion d'honneur[8].

## Détail des mandats et fonctions

### Au Sénat
- sénatrice RPR puis UMP du Val-d'Oise élue en 1995, démissionnaire en mars 2004 à la suite de sa nomination au gouvernement ; réélue en septembre 2004, de nouveau démissionnaire en octobre 2004

### Au niveau local
- conseillère générale du Val-d'Oise, canton de Garges-lès-Gonesse Est 1985-1995 ;
- conseillère régionale d'Île-de-France, présidente de la commission environnement (1992-1995) ;
- vice-présidente du conseil général du Val-d'Oise (1993-1995) ;
- maire de Garges-lès-Gonesse 1995-2004 ;
- première adjointe au maire de Garges-lès-Gonesse, déléguée aux finances de 2004 jusqu'en juillet 2007 où elle démissionne.

### Au sein de partis politiques
- déléguée nationale du RPR, chargée de la ville puis de la lutte contre la drogue, la prévention de la délinquance et des risques (1999-2002) ;
- membre du bureau politique de l'UMP (à partir de 2003).
- conseillère politique au sein de la campagne présidentielle de 2012 pour Dominique de Villepin